# Chain & The Gang
Chain & The Gang (auch Chain and The Gang) war eine Garage-Rock-/Rock'n'Roll-Band aus Washington, D.C. (USA), die bei K Records unter Vertrag stand.

## Bandgeschichte
Chain & the Gang wurde 2009 vom US-amerikanischen Indie-Musikers Ian Svenonius (The Nation of Ulysses) gegründet. Das Projekt griff auf die Unterstützung anderer bekannter Indie-Musiker wie Fred Thomas (Saturday Looks Good to Me), Brian Weber (Dub Narcotic Soundsystem), Brett Lyman (Bad Thoughts) sowie Sarah Pedal (Seahorse Liberation Army) zurück. Das Line-up war lose und änderte sich von Zeit zu Zeit. Das erste Album Down with Liberty… Up with the Chains erschien im April 2009 auf K Records. Es folgte eine US-Tour mit The Hive Dwellers, der Band von Calvin Johnson, Inhaber von K Records. Da die beiden Bands sich personell überlappten, wechselte bei den Auftritten nur jeweils der Sänger.
Ein zweites Album erschien 2011 mit Music’s Not for Everyone. 2012 folgte das Album In Cool Blood, das in Mono aufgenommen wurde.

## Stil
Musikalisch bewegt sich die Band zwischen Indie-Rock, Funk, Garage Punk und Lo-Fi. Die Texte der ersten beiden Alben sind im typischen philosophischen Jargon von Svenonius gehalten, während die Texte des letzten Albums eher rebellisch und jugendlich gehalten sind.

## Diskografie

### Alben
- 2009: Down with Liberty … Up with Chains! (K Records)
- 2011: Music’s Not for Everyone (K Records)
- 2012: In Cool Blood (K Records)
- 2014: Minimum Rock n Roll (Radical Elite Records)
- 2017: Best of Crime Rock (In the Red Recordings)
- 2017: Experimental Music (Radical Elite Records)

### Singles
- 2010: (I’ve Got) Privilege (K Records)
- 2014: Never Been Properly Loved (Fortuna Pop!)
- 2014: Mum’s the Word (Radical Elite Records)